# Strzygi (gmina)
Strzygi (do 1941 Starorypin) – dawna gmina wiejska funkcjonująca de facto w latach 1944–1954. Siedzibą gminy były Strzygi.
Przedwojenną poprzedniczką gminy Strzygi była gmina Starorypin, należąca do powiatu rypińskiego w woj. warszawskim. 1 kwietnia 1938 gminę wraz z całym powiatem rypińskim przeniesiono do woj. pomorskiego. 24 października 1940 roku okupant zniósł gminę Starorypin, łącząc ją ze zniesioną gminą Pręczki w nową gminę Rypin (Rippin-Land, od 1941 Rippin (Westpr.)-Land), do której przyłączono także gromady Cetki, Długie i Warpalice wyłączono z przedwojennej gminy Wąpielsk oraz gromadę Sumówko z przedwojennej gminy Osiek. Równocześnie gromady Kłuśno, Michałki i Tadajewo z gminy Starorypin włączono do sąsiedniej gminy Osiek (Lindenschanz).
Po wojnie, dekretem PKWN z 21 sierpnia 1944 o trybie powołania władz administracji ogólnej I i II instancji, uchylono wszelkie zmiany w podziale administracyjnym państwa wprowadzone przez okupanta (art. 11). Jednak zmiany w podziale administracyjnym powiatu rypińskiego wprowadzone podczas wojny utrzymywały się w praktyce także po wojnie, a gminę Starorypin zaczęto nazywać w oficjalnych pismach gminą Strzygi, od nazwy jej siedziby, mimo braku podstaw prawnych.
Tak więc przedwojenna gmina Starorypin winna funkcjonować de iure po wojnie, choć w praktyce stosowano najczęściej nazwę Strzygi. Na przykład, GUS-owski oficjalny Wykaz Gromad Polskiej Rzeczypospolitej Ludowej według stanu z dnia 1.VII 1952 r. wymienia gminę Strzygi w miejsce gminy Starorypin oraz dalej zalicza gromady Kłuśno, Michałki i Tadajewo do gminy Osiek, a gromady Cetki, Długie, Warpalice i Sumówko do gminy Strzygi, mimo że Wojewoda Pomorski specjalnym ogłoszeniem z 22 kwietnia 1950 poinformawał, że „gromady Kłuśno i Tadajewo należą do gminy wiejskiej Starorypin a nie do gminy wiejskiej Osiek". Podobnie było też w wydawnictwach wojewódzkich, np. w Dzienniku Urzędowym Wojewódzkiej Rady Narodowej w Bydgoszczy z 1954 w opisie gmin i gromad podlegających transformacji w związku z reformą administracyjną państwa. Z kolei niektóre publikacje stosowały oficjalne nazewnictwo, np. Dziennik Ustaw z 1950 roku, informujący o wyłączeniu z gminy Starorypin części gromad Rusinowo (kolonię Piaski), Rypałki (kolonię Bielawki) i Starorypin (osiedle Wójtostwo) i włączeniu ich 28 lutego 1950 do Rypina. Brak konsensusu trwał do jesieni 1954, kiedy to formalnie zniesiono gminy wiejskie w  miejsce gromad.
Jednostki nie przywrócono 1 stycznia 1973 roku po reaktywowaniu gmin, a jej obszar wszedł głównie w skład gmin Osiek i Rypin.